# Cuartero
Cuartero es un municipio filipino perteneciente a la provincia de Cápiz, en las Bisayas Occidentales.

## Geografía
Está situado en la margen derecha del río Maindán.

## Historia
Hacia comienzos del siglo XX, el lugar, ya por entonces perteneciente a la provincia de Cápiz, tenía contabilizada una población de 5175 habitantes. En 2020, el municipio de Cuartero tenía censados 27 993 habitantes.